# Geospiza conirostris
Tentilhão-dos-cactos-da-espanhola ou galapaguito-dos-catos-da-espanhola (Geospiza conirostris) é uma espécie de ave da família Emberizidae.
É endémica do Equador.
Os seus habitats naturais são: florestas secas tropicais ou subtropicais e matagal árido tropical ou subtropical.